# 具緣走燈蘚
具緣走燈蘚（学名：Plagiomnium rhynchophorum）为提燈蘚科走燈蘚屬下的一个种。